# Bundesverband Community Management
Der Bundesverband Community Management, kurz BVCM, ist ein Interessenverband für Berufstätige in Community Management, Social Media Management und digitaler Kommunikation in der Rechtsform eines eingetragenen Vereins mit Sitz in Hamburg. Die Geschäftsstelle des Verbands befindet sich in Nordkirchen. Zur Selbstbeschreibung verwendet der Verein zusätzlich den Untertitel „für digitale Kommunikation & Social Media“.

## Ziel
Der BVCM hat es sich zum Ziel gesetzt, die Berufsbilder Community Manager, Corporate Community Manager und Social-Media-Manager weiter zu professionalisieren und eine entsprechende Wahrnehmung für sie in der Öffentlichkeit zu schaffen. Dazu gehört die Anerkennung des Berufsbildes als Ausbildung nach §4 und §5 des deutschen Berufsbildungsgesetzes. Der Verband hat seinen Sitz in Hamburg, seine Geschäftsstelle ist in Nordkirchen.

## Angebot
Bekannt ist der BVCM für die Definition von Berufsbildern, bundesweite Studien zu den Berufsbildern Community Management und Social Media Management sowie die Veröffentlichung einer offiziellen Definition des Begriffs Community Management. Im Rahmen der Entwicklung und Ausgestaltung des Berufs- und Prüfungsbildes bietet der BVCM unabhängige Zertifikatsprogramme für Community Manager und Social Media Manager an.

## Vorstandshistorie
- Oktober 2008 – Januar 2009: Tom Noeding (1. Vorsitzender), Silke Schippmann (2. Vorsitzende), Mark Ralea (Schatzmeister)
- Januar 2009 – Oktober 2011: Silke Schippmann (1. Vorsitzende), Daniel Langwasser (2. Vorsitzender), Mark Ralea (Schatzmeister), Linda Konter (Öffentlichkeit)
- Oktober 2011 – Oktober 2013: Florian Stöhr (1. Vorsitzender), Linda Konter (2. Vorsitzende), Daniel Langwasser (Schatzmeister)
- Oktober 2013 – Oktober 2017: Ben Ellermann (1. Vorsitzender), Vivian Pein (2. Vorsitzende), Sascha Pfeiffer (Schatzmeister)
- Oktober 2017 – Oktober 2021: Tanja Laub (1. Vorsitzende), Benjamin Gust (2. Vorsitzender), Melchior Neumann (Schatzmeister)
- Oktober 2021 – Dezember 2023: Vivian Pein (1. Vorsitzende), Romy Mlinzk (2. Vorsitzende), Käthe Fischer (Schatzmeisterin)[17]
- seit Dezember 2023: Christian Soeder (1. Vorsitzender), Marilena Berlan (2. Vorsitzende), Carolin Rodler (Schatzmeisterin)

## Publikationen
- Berufsbilder der digitalen Kommunikation (2014–2017)[18]
- Definition „Community Management“ (2010)[14]
- Studie „Berufsbild Community Manager“ (2010)[12][19]
- Studie „Zum Status von Social Media- und Community Management in D-A-CH“ (2015)[20]
- Studie „Zum Status von Social Media- und Community Management in D-A-CH“ (2016)[21]
- Studien zu „Social Media und Community Management“ (2018–2023)[22]